# ماركوس سوجياما
ماركوس سوجياما (16 نوفمبر 1973 - ) (بالكانا:すぎやま マルコス) هو لاعب كرة طائرة ياباني.

## وصلات خارجية
- ماركوس سوجياما على موقع الدوري الياباني (مؤرشف) (اليابانية)